# Naoki Tanaka (homme politique)
Pour les articles homonymes, voir Naoki Tanaka.
Naoki Tanaka (田中 直紀, Tanaka Naoki), né Naoki Suzuki (鈴木 直紀, Suzuki Naoki) à Kanazawa dans la préfecture d'Ishikawa le 19 juin 1940, est un homme politique japonais. Il est le ministre de la Défense du Japon entre le 13 janvier 2012 et le 4 juin 2012.

## Biographie
Il est l'époux depuis 1969 de Makiko Tanaka, qui fut ministre des Affaires étrangères de 2001 à 2002, et le gendre de Kakuei Tanaka, Premier ministre de 1972 à 1974 et figure centrale de la vie politique japonais dans les années 1970 et au début des années 1980. Membre du Parti libéral-démocrate (PLD), le grand mouvement de droite conservateur libéral qui a détenu le pouvoir pendant l'essentiel de la période d'après-guerre, il le quitte le 26 août 2008 et rejoint le 15 août 2009, avec sa femme, la principale formation d'opposition (devenue majoritaire quinze jours plus tard), le Parti démocrate du Japon (PDJ). 
Il est le fils de Naoto Suzuki, qui fut gouverneur de la préfecture de Kumamoto en 1947 avant d'être élu à la Chambre des conseillers de 1947 à 1951 puis à la Chambre des représentants pour l'ancien 3e district de la préfecture de Fukushima de 1952 à sa mort en 1957. Naoki Suzuki est, après son mariage, adopté par sa belle-famille, prenant ainsi le patronyme de Tanaka, plus connu et influent politiquement au Japon. 
Naoki Tanaka est diplômé de la faculté de droit de l'université Keiō, puis devient un cadre de la Nippon Kokan (NKK), une entreprise de plomberie en acier (devenue une composante en 2002 de JFE Holdings). Il entame sa carrière politique en 1983 en se faisant élire député au vote unique non transférable dans l'ancien 3e district de la préfecture de Fukushima, et le reste de 1983 à 1990 et de 1993 à 1996. Il devient ensuite conseiller pour la préfecture de Niigata (fief traditionnel des Tanaka) à partir de 1998. Il est vice-ministre parlementaire des Affaires étrangères du gouvernement de Sōsuke Uno puis du premier de Toshiki Kaifu du 3 juin 1989 au 28 février 1990, puis vice-ministre de l'Agriculture, des Forêts et de la Pêche du 6 janvier au 21 septembre 2001 dans le premier gouvernement de Jun'ichirō Koizumi (sans être membre du Cabinet).   